# Бохимија (Њујорк)
Бохимија (енгл. Bohemia) насељено је место без административног статуса у америчкој савезној држави Њујорк.

## Демографија
По попису из 2010. године број становника је 10.180, што је 309 (3,1%) становника више него 2000. године.
| Група             | 2000.         | 2010.         |
| Белци             | 9.041 (91,6%) | 9.061 (89,0%) |
| Афроамериканци    | 85 (0,9%)     | 102 (1,0%)    |
| Азијати           | 235 (2,4%)    | 232 (2,3%)    |
| Хиспаноамериканци | 435 (4,4%)    | 723 (7,1%)    |
| Укупно            | 9.871         | 10.180        |